# Referéndum constitucional de Madagascar de 1958
Un referéndum constitucional para aprobar una nueva constitución en Francia tuvo lugar en Madagascar francés el 28 de septiembre de 1958 como parte de un referéndum más amplio realizado en la Unión Francesa. La nueva constitución vería al país volverse para de la nueva Comunidad Francesa de ser aprobada, o resultaría en la independencia si era rechazada. La constitución fue aprobada por el 77,64% de los electores. El país posteriormente se volvió independiente el 26 de junio de 1960.

## Resultados
| Opción                              | Votos     | %     |
| ----------------------------------- | --------- | ----- |
| A favor                             | 1 363 059 | 77,64 |
| En contra                           | 302 557   | 22,36 |
| Votos en blanco/nulos               | 11 859    | –     |
| Total                               | 1 767 475 | 100   |
| Electores registrados/participación | 2 154 939 | 82,02 |
| Fuente: Direct Democracy            |           |       |